# Рао Малдев Ратхор
Рао Малдео Ратхор (хинди मालदेव राठौड़; 5 декабря 1511 — 7 ноября 1562) — раджа раджпутского княжества Марвар из династии Ратхор (9 мая 1532 — 7 ноября 1562). Малдео взошел на трон в 1532 году, унаследовав небольшое наследственное княжество Ратхор, но после длительного периода военных действий против своих соседей Малдео захватил значительные территории, которые включали части современного Раджастана, Харьяны, Уттар-Прадеша, Гуджарата и Синда. Он отказался вступать в союз либо с империей Сур, либо с империей Великих Моголов.
Заслуги Малдео как правителя получили высокую оценку в нескольких персидских хрониках того времени, таких как Табак-и-Акбари и Тарик-и-Феришта, составленных Низаммуддином и Фериштой, которые признали его самым могущественным монархом Индостана.

## Ранняя жизнь
Малдео родился 5 декабря 1511 года в Джодхпуре. Старший сын Рао Ганги (1483—1532), ратхорского правителя Марвара (1515—1532). Его мать, Рани Падма Кумари, была принцессой из королевства Деора Чаухан Сирохи. К тому времени, когда он взошел на трон в 1532 году, Малдео уже пользовался репутацией бесстрашного воина. Традиционные и популярные источники относят его к числу самых важных правителей, которых знал Марвар.
Малдео поддерживал своего отца в нескольких кампаниях. В раннем возрасте он победил повстанцев Соджата и смирил Рао Вирама Дева из Мерты, победив его в битве. Позже Малдео возглавил армию численностью 4000 человек и помог Ране Санге в осаде Байаны в феврале 1527 года, а месяц спустя — в Кханве. Он лично возглавил атаку на левом крыле армии Великих Моголов, а после поражения раджпутской конфедерации вынес раненого и потерявшего сознание Рану с поля боя. В 1529 году ратхорские мятежники Шеха и Ханзада Даулат-хан Нагаура атаковал Джодхпур, однако Рао Ганга и Малдео разбили эту армию и убили Шекху.
После участия Малдео в кампаниях со своим отцом и Раной Сангой и утверждения его в качестве будущего монарха, он стал чрезмерно амбициозным и, вероятно, убил своего отца Гангу, когда тот пил опиум, столкнув его с балкона. Это подтверждается Мухнотом Наинси в его хрониках. Более поздние авторы утверждают, что падение Ганги было случайным из-за эффекта опиума, не приводя никаких убедительных доказательств, чтобы спасти Малдео от обвинения в отцеубийстве.

## Расширение владений
Правители Марвара когда-то властвовали над девятью вождями Ратхор, однако к тому времени, когда Малдео взошел на трон, он управлял только двумя районами. Таким образом, Малдео атаковал этих девяти вождей и изменил позицию Марвара о верховенстве на абсолютный контроль. Малдео также разгромил синдалов Райпура и Бхадраджуна и укрепил два города. В 1534 году Малдео напал на Нагаур и вынудил Даулат-хана бежать в Аджмер. Вскоре Малдео напал на Мерту, Риан и Аджмер и захватил их в плен. Мелкие правители Дидваны и Пачпадры также признали сюзеренитет Малдео. Его нападение на Джайсалмер также был успешным и привел к власти правителей Бхатти. В 1538 году он победил Махеча Ратхора и аннексировал Сивану, а затем послал Бида Ратхора напасть на Джалор и захватил султана Сикандар-хана. Султан был заключен в тюрьму и умер после короткого периода пребывания в плену. После захвата Джалора Малдео атаковал и аннексировал Санчор, Бхинмал, Радханпур и Набхару (в Гуджарате). Западная территория Малдео в это время простиралась до Синд-Холистана на западе и части Гуджарата на юго-западе. Он имел прямой контроль над 40 округами в современном Раджастане и его окрестностях. В 1539 году Малдео воспользовался войной между Моголами и империей Сур, чтобы завоевать Байану, Тонк и Тоду.
Вернув территории, освобожденные от афганской оккупации, Малдео Ратхор восстановил индуистское правление в этом районе и отменил там налог на джизью. Его северная граница в Джаджаре находилась всего в пятидесяти километрах от Дели.
Согласно Сатишу Чандре, «королевство Малдео состояло почти из всего западного и восточного Раджастана, включая Самбхал и Нарнаул (в Харьяне). Его армии были видны даже на окраинах Агры. Чандра также говорит, что у Малдео был мираж возрождения империи Раштракута 8-го века. Но в отличие от Притхвираджа Чаухана и Раны Шанги Малдео не пользовался поддержкой раджпутских племен, и политически ни одна империя, основанная в Раджастане, не могла бросить вызов или победить империю, простиравшуюся от Пенджаба до долины Верхнего Ганга.» Это указывало на надежду Малдео конкурировать с империями Великих Моголов и Сур.

## Княжество Ратхор
После продолжительного периода войн Малдео захватил значительные территории у своих соседей и расширил княжество Марвар. В период своего расцвета княжество Малдео простиралось почти до Дели и Агры, его восточные границы включали Хиндаун, Байану, Фатехпур-Сикри (Уттар-Прадеш) и Меват (Харьяна). Его влияние также распространилось глубоко в Синд на северо-западе и до Гуджарата на юге.

## Правление
Рао Малдео воспользовался гражданской войной в Меваре и вторгся в это княжество. Он разместил гарнизон в Джаунпуре (в Меваре) и аннексировал земли Самбхар, Калси, Фатехпур, Реваса, Чота-Удайпур, Чацу, Лаван и Малварана. Именно в это время знать Сисодии попросила Малдео помочь им против Банбира. Объединенная армия Ратхора и Сисодии разгромила Банбир и обеспечила трон Удай Сингху II. Малдео продолжал пользоваться войной и использовал ситуацию для создания военных постов в Меваре, Бунди и Рантамборе. Это привело к ожесточенному соперничеству между Удай Сингхом II и Малдео Ратхором.

### Рао Малдео и Хумаюн
Малдео Ратхор заключил союз с императором Великих Моголов Хумаюном против Шер-шаха Сури. Но вскоре после этого Хумаюн потерпел поражение в битвах при Чаусе и Каннаудже от Шер-шаха. Хумаюн, потеряв большую часть своих территорий, обратился за помощью к Малдео и был призван Рао в Марвар для убежища. Согласно раджпутским источникам, моголы убили несколько коров по пути в Марвар, что сделало местных раджпутов враждебными по отношению к Хумаюну, поскольку коровы были священными для индусов. Таким образом, Хумаюн был вынужден бежать из Марвара. Однако могольские источники обвиняют Малдео в предательстве и говорят, что Малдео нарушил союз, потому что Шер-шах предложил ему более выгодные условия. По словам Сатиша Чандры. — «Малдео пригласил его, но, увидев малочисленность его сторонников, настроился против него» Чандра также говорит, что Малдео мог арестовать Хумаюна, но он воздержался, поскольку был приглашенным гостем.

### Война с Джайсалмером
Малдео Ратхор расширял свои территории на запад и осадил Джайсалмер в 1537 году. Равал Лункаран был вынужден просить мира, выдав за Малдео свою дочь Умаде Бхаттияни. Благодаря этому союзу, Малдео смог обезопасить свои западные границы и нанять большое количество бхати-раджпутов из Джайсалмера.

### Война с Биканером
Биканер был ратхорским княжеством, расположенным к северу от Марвара. Отношения между Марваром и Биканером были напряженными со времен основания Биканеров Рао Бикой. Рао Малдео использовал незначительный пограничный спор в качестве предлога для войны и вступил в битву с Рао Джайтси в 1542 году в битве при Сохабе, Рао Джайтси был убит в бою, и Рао Малдео воспользовался этой ситуацией, чтобы аннексировать все княжество Биканер.

### Война с империей Сур
Брачный союз с Джайсалмером обеспечил западные границы Марвара, но Малдео яростно сопротивлялся изгнанным вождям Биканера и Мерты, которые заключили союз с императором Сура Шер-шахом Сури из Дели против Марвара. Согласно Кембриджской истории Индии — «Шершах вторгся в Марвар с армией в 80 000 человек всадников, но он все еще не решался атаковать армию Ратхора из 50 000 всадников». Таким образом, он подделал письма и обманом заставил Малдео бросить своих командиров на произвол судьбы. Джайта и Кумпа, два командира Малдео, отказались отступать и дали бой афганцам неподалеку. С небольшим отрядом в 5000-6000 человек они энергично атаковали центр Шер-шаха и создали замешательство в его армии. Вскоре превосходящие силы и афганский огонь остановили наступление раджпутов. По словам Сатиша Чандра — Шер Шахса, часто цитируемая фраза «Я отдал страну Дели за горсть проса» является данью уважения храбрости Джайты и Кумпы и готовности раджпутов встретить смерть даже перед лицом невозможных шансов. После этой битвы при Саммеле Хавас-хан Марват и Иса-хан Ниязи овладели Джодхпуром и оккупировали территорию Марвара от Аджмера до горы Абу в 1544 году. Однако в 1545 году Малдео вновь занял свои потерянные территории.

### Война с Амером
Рао Малдео разгромил Бхармал и захватил четыре округа княжества Амер. Бхармал, чтобы спастись, обратился за помощью к Хаджи хану Суру.

### Битва при Хармоде
Хаджи Хан был рабом Шер Шаха Сури и стал правителем Аджмера и Нагаура после битвы при Саммеле. Малдео, который был на подъеме, чтобы вернуть свои потерянные территории, напал на Хаджи, однако государства Мевар и Биканер пришли на помощь Хаджи и вынудили Малдео отступить. Отношения между Хаджи и Удай Сингхом II состояние быстро ухудшилось, согласно одной версии, это было связано с требованием танцующей девушки Удаи Сингхом в обмен на его помощь против Малдео. Удай Сингх пригрозил Хаджи войной, после чего тот бежал к Малдео, и вместе их армии разгромили Удай Сингха в январе 1557 года в битве при Хармоде. После битвы Рао Малдео захватил укрепленный город Мерта. Далее Малдео вторгся в Амбер и вынудил Качваха раджу стать феодалом Марвара.

### Вторжения Моголов
Акбар сменил Хумаюна в 1556 году, многие вожди раджпутов собрались вокруг него со своими обидами на вождя Ратхора в Джодхпуре. Акбар использовал это как повод для войны против Малдео и отправил несколько экспедиций против Марвара. В 1557 году моголы завоевали Аджмер и Нагаур, а вскоре после этого Акбар захватил Джайтаран и Парбатсар. Однако моголам не удалось захватить основные территории раджи Марвара. Малдео до своей смерти управлял округами Джодхпур, Соджат, Джайтаран, Пхалоди, Сивана, Покхран, Джалоре, Санчоре, Мерта, Бармер, Котра и некоторыми частями Джайсалмера. Эти территории были позже захвачены Акбаром из-за войны за наследство между сыновьями Малдео.

## Смерть и наследование
Малдео Ратхор назначил своим преемником своего младшего сына, Чандрасена Ратхора, но после смерти Малдео 7 ноября 1562 года началась братоубийственная борьба за трон Марвара.

## В популярной культуре
- 2013—2015: Бхарат Ка Вир Путра — Махарана Пратап, транслировавшийся Sony Entertainment Television (Индия), где его роль исполнил Сурендра Пал.